# 胸帶片鱂脂鯉
胸帶片鱂脂鯉為輻鰭魚綱脂鯉目脂鯉亞目鱂脂鯉科的其一種，分布於南美洲哥倫比亞及委內瑞拉的Merida與Catatumbo河流域，體長可達16公分，棲息底層水域，生活習性不明。